# Helena Kantakouzene (kejsarinna av Trapezunt)
Helena Kantakouzene, född okänt år, död 1463, var genom sitt äktenskap med kejsar David Komnenos, kejsarinna av Trapezunt 1460-1461.

## Biografi
Helena anges av Spandounes som dotter till Theodore Kantakouzenos och Euphrosyne Palaiologina och syster till Georgios Palaiologos Kantakouzenos (död 1456/59). Hennes bror var akademiker och militärbefälhavara, och hennes far anges vara son till Demetrios I Kantakouzenos. Helena ska ha varit Trabzons sista kejsarinna. 
Den 15 augusti 1461 erövrades kejsardömet Trabzon av osmanerna efter belägringen av Trebizond. Den före detta kejsardynastin fick en bostad i Edirne och ett underhåll från gods i Strumadalen. 
1463 deltog hennes make David och i en misslyckad konspiration mot sultan Mehmed. Både David och hennes söner Basileus, Manuel och Georgios avrättades och deras lik lades ut till fåglarna utanför Istanbuls murar. 
Helena undvek att själv bli avrättad genom att betala hela sin förmögenhet i böter, vilket gjorde henne utblottad. Hon bosatte sig i en hydda strax vid liken av sin make och sina söner och grävde, klädd i säckväv, deras gravar med sina egna händer och avled strax efter att hon blev klar. 
Den främsta källan om henne är Om de ottomanska kejsarnas ursprung (1538) av hennes ättling Theodore Spandounes. Helena Kantakouzene nämns enbart av Theodore Spandounes, och hennes existens anses inte helt bekräftad.  